# Clarence Sharpe
Clarence „C“ Sharpe (* 1937 in St. Louis; † 28. Januar 1990 in New York City) war ein US-amerikanischer Jazz-Altsaxophonist.

## Leben und Wirken
Sharpe wuchs in Philadelphia auf, wo er zu Beginn seiner Karriere u. a. mit McCoy Tyner, Jimmy Garrison und Philly Joe Jones spielte. In New York City entstanden 1956 erste Aufnahmen mit Lee Morgan für Blue Note Records (Indeed!). Nachdem er einige Jahre als Straßenmusiker in New York und bei Jamsessions aufgetreten war, wirkte er 1969 bei Archie Shepps Impulse-Album For Losers mit. 1984 nahm er für Paddlewheel mit dem Schlagzeuger Monky Kobayashi und dessen N.Y. Bebop Band auf, ferner mit der Formation TTT um A. R. Penck und Frank Wollny. Eine letzte Session fand im Januar 1985 unter Leitung des Pianisten Freddie Redd für das Label Uptown statt (Lonely City). Ab Ende der 1960er Jahre unterrichtete er Improvisation in der gemeinnützigen Organisation University of the Streets in der Lower East Side von Manhattan.
Peter Watrous, ein Kritiker der New York Times, bezeichnete Sharpe als „the missing link between Charlie Parker and Ornette Coleman“. Sharpe starb im Alter von 53 Jahren im Goldwater Memorial Hospital auf Roosevelt Island (New York City) an den Folgen eines Kopf-Hals-Karzinoms.